# La Jeune Garde (journal)
Pour les articles homonymes, voir Jeune Garde (homonymie).
La Jeune Garde est un hebdomadaire politique et satirique illustré, publié en France entre 1877 et 1905.

## Histoire
Lancé le 6 mai 1877, l'hebdomadaire La Jeune Garde est un journal politique et satirique illustré dont la ligne éditoriale est explicitement bonapartiste. Ses bureaux sont alors situés au no 4 de la rue de la Pépinière, dans le 8e arrondissement de Paris. Son gérant est Abraham-William Garcias (né en 1843), frère aîné de l'administrateur du journal, Moïse-Théobald Garcias (né en 1847).
Proche du Petit Caporal, le nouveau journal est quelque temps en mauvais termes avec d'autres organes bonapartistes tels que L'Ordre, Le Gaulois et, surtout, Le Pays, qui le qualifie de « petite feuille sans talent, sans esprit et sans utilité ». Notamment due aux attaques de l'hebdomadaire à l'encontre du comte d'Harcourt, cette animosité s'apaise l'année suivante.
Entravée à plusieurs reprises par la censure, La Jeune Garde cesse de paraître en juin 1880. Elle est alors remplacée par Le Spectateur.
En décembre 1885, Théobald Garcias relance la Jeune Garde, dont William de Marsanges (William Garcias) devient le rédacteur en chef et directeur politique. Plutôt « jérômiste » depuis 1879, le journal refuse cependant de se définir comme tel et rejette tout clivage avec les « victoriens ». Il critique également le « solutionnisme » prôné par Paul de Cassagnac.
Dirigée par Garcias jusqu'en avril 1898, La Jeune Garde est ensuite achetée par F. Rophé, dit J. de Marcenay. Elle change alors de ligne politique en devenant républicaine et dreyfusarde.

## Dessinateurs
Sauf mention contraire, les noms ci-dessous ont été relevés par Philippe Jones.
- J. Ancelys
- As...ticot (L. Gourdin)
- Ad. Bell
- J. Blass
- Bobino
- Chicot
- Couix (Brun)[10]
- Dechic
- Henri Demare[10]
- Anatole Desorties
- Ch. Destouches[11]
- Dinnes
- Ero
- Etman[12]
- Fortunio
- Germinal (Gil Baer)
- Gibello
- Girard[13]
- Gom
- Goppels
- L. Gourdin
- Antoine Guirland
- Gregorius Hanpska
- Iks
- Japhet (Georges Amigues)
- Job
- Kab (Valère Morland)
- G. Laflèche
- Oscar Lapissotte
- Louis Lavialle
- Paul Macassar
- G. Max
- E. Morel
- G. Néro
- J. Nestrol
- E. Nigard
- A. Niravan
- Nox (Adolphe Léon Willette)
- Léo Nye
- O'Galop (G. Galdo)[14]
- Paulin-Bourgeot
- Pichnette[15]
- Amédée Pox
- Péyive
- Phébus
- Eugène Rapp
- Ratapoil
- G. Rouard[16]
- Sapeck[10]
- Tartarino
- Tézier
- Tibire[17]
- Tildy-Bob
- Trik
- Amédée Vignola[18]
- Zut